# 萨尔和罗西耶尔
萨尔和罗西耶尔（法語：Sars-et-Rosières，法語發音：[saʁ e ʁozjɛʁ]）是法国上法兰西大区北部省的一个市镇，位于该省东部，属于瓦朗谢讷区。

## 地理
萨尔和罗西耶尔（50°26'42"N, 3°19'54"E）面积2.6 平方千米，位于法国上法蘭西大區北部省，该省份为法国最北部的省份及最长的省份，西北濒北海，西接加来海峡省，南至埃纳省和索姆省，东与比利时接壤。
与萨尔和罗西耶尔接壤的市镇（或旧市镇、城区）包括：罗叙、伯夫里拉福雷、布里永、朗达、蒂卢瓦莱马尔谢讷。

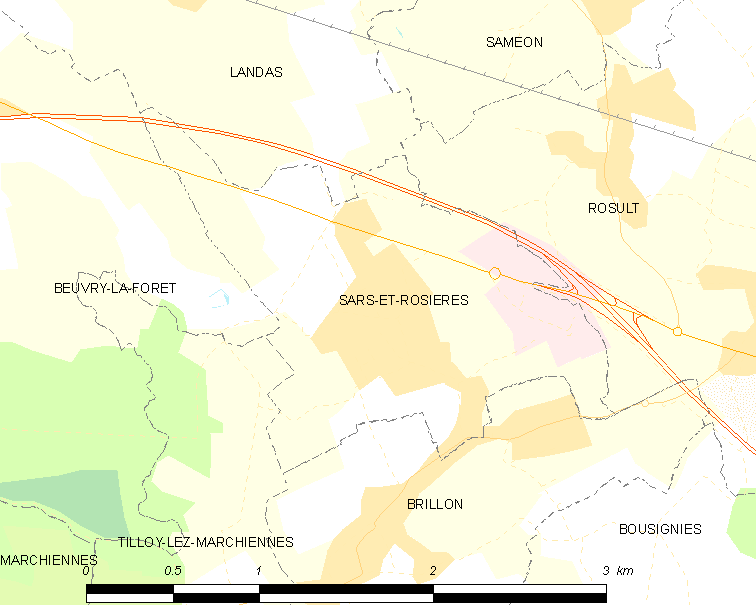
萨尔和罗西耶尔的OSM定位图

萨尔和罗西耶尔的时区为UTC+01:00、UTC+02:00（夏令时）。

## 行政
萨尔和罗西耶尔的邮政编码为59230，INSEE市镇编码为59554。

## 政治
萨尔和罗西耶尔所属的省级选区为圣阿芒莱索县。

## 人口

1962-2008年间萨尔和罗西耶尔人口变化图示

萨尔和罗西耶尔于2022年1月1日时的人口数量为613人。